# Pátaliputra
Pátaliputra (szanszkrit nyelven: पाटलिपुत्र) történelmi város India területén, amely ma Patna néven szerepel Bihar államban. A Gangesz déli partján feküdt. Az ókorban a Magadha, a Maurja Birodalom,  a Szunga Birodalom fővárosa, majd a gupta uralkodók első székhelye.
Mégaszthenész görög követ Kr. e. 302-ben érkezett ide. Beszámolója alapján a város hossza 80 sztadion, szélessége 15, paralelogramma alakú, lövőnyílásokkal ellátott palánkkerítés övezi, a lőréseken át nyilazással védhetik a várost. A palánk előtt árok húzódik, amely védi a várost és felveszi a város szennyvizét.  Ezek alapján itt még a fa építési mód uralkodott, de emeltek már kőépítményeket is. A város központjában szép, többszintes épületek álltak.
Pátaliputra az ókori buddhizmus egyik központja volt, Kr. e. 250 körül itt tartották meg a harmadik buddhista tanácskozást. 
Asóka uralkodása idején a világ egyik legnagyobb városa, mintegy 150-300 ezer lakossal.
Faxian kínai utazó szerzetes amikor a Kr. u.  5. század elején ellátogatott ide egy virágzó várost látott. 200 év múlva Hszüan-cang  (Xuanzang)  kínai szerzetes már csak romokat és falut látott itt.
A középkor elején a kusánok, a szkíták, majd a heftaliták fosztották ki és dúlták fel a várost. Régi dicsőségének egy részét csak a 16. században szerezte vissza, amikor a Mogul Birodalom egyik városa lett.

## Fordítás
- Ez a szócikk részben vagy egészben  a   Pataliputra című angol Wikipédia-szócikk fordításán alapul.  Az eredeti cikk szerkesztőit annak laptörténete sorolja fel. Ez a jelzés csupán a megfogalmazás eredetét és a szerzői jogokat jelzi, nem szolgál a cikkben szereplő információk forrásmegjelöléseként.
- Ez a szócikk részben vagy egészben  a   Pataliputra című spanyol Wikipédia-szócikk fordításán alapul.  Az eredeti cikk szerkesztőit annak laptörténete sorolja fel. Ez a jelzés csupán a megfogalmazás eredetét és a szerzői jogokat jelzi, nem szolgál a cikkben szereplő információk forrásmegjelöléseként.